# 장운경
장운경(張雲景, 1894년 ~ ?)은 한국의 장로교 목사이다.

## 생애
평안남도 강동 출신으로 평양의 숭실학교를 1911년에 졸업했다. 이후 조선예수교장로회신학교에 진학하여 1926년 졸업하였고, 평양노회에서 목사 안수를 받아 목회자가 되었다. 1929년에 평양노회장에 피선되었으며 이 지역에 장로교파의의 지도자 역할을 했다. 중일 전쟁 발발 후인 1938년에 일제의 신사참배 강요 정책을 자진해서 수용하여 오문환, 이승길, 김응순 등과 함께 일본 신도 성지순례 시찰단에 포함되어 신사 참배 및 신도의 세례의식인 신도례(미소기바라이, 禊拂い)를 받았다. 일제의 신사참배 강요가 계속되면서 평안도 지역에서 신사참배 거부운동 앞장섰던 주기철이 1940년 초에 피검되자, 주기철이 담임을 맡고 있던 산정현교회 처리 문제로 임시 평양노회가 개최되자 장운경은 산정현교회 수습위원으로 신사참배에 적극 수용하는 등의 행보를 통하여 그해 4월 23일 부활주일에 장운경을 포함한 위원들이 산정현교회에 나타나자, 교인들이 신사참배 수용론자들의 수습위원들이 강단에 올라가는 것을 막는 등 충돌이 일어났으며 결국 산정현교회는 이 일로 문을 닫았고, 주기철은 투옥된 이후, 순교했다. 1943년에는 조선의 기독교 교파는 자진해서 교파를 해체하여 일본기독교조선교단 산하 단체로 흡수 통합되었다. 이때 장운경은 장로교 측 대표인 교파합동위원으로 임명되어 배교에 적극 앞장섰다. 2008년 발표된 민족문제연구소의 친일인명사전에 기독교 부문에 수록되었다.

## 같이 보기
- 주기철

## 참고자료
- 장운경(張雲景) - 한국학중앙연구원
- 김수진 (2005년 9월 20일). 〈제31회 총회장 김응순 목사 (1942-1943년)〉. 《총회를 섬겨온 일꾼들》. 서울: 한국장로교출판사. ISBN 89-398-0643-3.